# Raphionacme zeyheri
Raphionacme zeyheri là một loài thực vật có hoa trong họ La bố ma. Loài này được Harv. miêu tả khoa học đầu tiên năm 1842.